# Martin Chudý (fotbalista)
Martin Chudý (* 23. dubna 1989, Považská Bystrica, Československo) je slovenský fotbalový brankář, od léta 2017 hráč klubu FC Spartak Trnava.

## Fotbalová kariéra
Svoji fotbalovou kariéru začal v FK Raven Považská Bystrica. Od dorostu působí v FC Nitra, kde se v roce 2009 dostal do prvního týmu. V sezoně 2012/13 odchytal většinu zápasů.
V únoru 2014 přestoupil do druholigového českého klubu FC Graffin Vlašim, který bojoval o záchranu. Měl o něj zájem trenér Vlašimi Vlastimil Petržela. V květnu 2014 se domluvil na angažmá s prvoligovým klubem FK Dukla Praha. Na začátku sezony 2014/15 nastoupil jako brankářská jednička za zraněného Filipa Radu a dařilo se mu, z úvodních pěti zápasů vychytal čtyřikrát čisté konto. V osmém kole mu sérii dobrých výkonů utnulo 1. FC Slovácko, které Dukle nasázelo 5 gólů (porážka 1:5).
V lednu 2016 přestoupil do severočeského týmu FK Teplice. V Teplicích působil jako brankářská dvojka, nastoupil ve čtyřech ligových zápasech.
V srpnu 2017 se vrátil na Slovensko, posílil FC Spartak Trnava.